# Karl Stockert
Karl Stockert (7. března 1817 – 7. září 1904 Štýrský Hradec) byl rakouský politik německé národnosti z Korutan, v 2. polovině 19. století poslanec Říšské rady.

## Biografie
Působil jako statkář v korutanském Freudenbergu.
Zasedal jako poslanec Korutanského zemského sněmu. Ten ho roku 1870 zvolil i za poslance Říšské rady (celostátního parlamentu Předlitavska), tehdy ještě nepřímo volené zemskými sněmy. Vrátil se do parlamentu v prvních přímých volbách roku 1873 za kurii venkovských obcí v Korutanech, obvod Klagenfurt, Völkermarkt atd. Rezignaci oznámil na schůzi 4. září 1877. V roce 1873 se uvádí jako Karl Stockert, statkář, bytem Freudenberg. V roce 1873 zastupoval v parlamentu provládní blok Ústavní strany (centralisticky a provídeňsky orientované), v jehož rámci patřil k mladoliberální skupině. Byl referentem parlamentního železničního výboru.
Zemřel náhle v září 1904.